# Iveria Chasjuri
Iveria Chasjuri (georgiska: საფეხბურთო კლუბი ივერია ხაშური) är en georgisk fotbollsklubb från staden Chasjuri i Inre Kartlien. Klubben spelade säsongen 2010/2011 i Meore Liga, där man slutade 5:a. Under hela 1990-talet spelade Iveria i landets högsta division, Umaghlesi Liga. Där höll man sig kvar ända till år 1997 då man relegerades till Pirveli Liga. Mellan år 1997 och 2004 höll sig Iveria kvar i Pirveli Liga, innan man åkte ned ännu en division till det som då kallades för Regionuli Liga.